# Nenad Đorđević
Nenad Đorđević (cyr. Ненад Ђорђевић, ur. 7 sierpnia 1979 w Paraćinie) – serbski piłkarz grający na pozycji środkowego obrońcy.

## Kariera klubowa
Nenad pochodzi z miejscowości Paraćin leżącej na południowy wschód od Kragujevaca. Swoją karierę piłkarską zaczynał w klubie FK Zemun. W 1996 roku został włączony do kadry pierwszego zespołu, ale w końcu w pierwszej lidze nie zadebiutował. Udało mu się to dopiero rok później i wtedy w sezonie 1997/1998 rozegrał 12 meczów ligowych i zdołał nawet zdobyć 2 bramki dla swojego zespołu w lidze – Zemun zajął w niej 6. miejsce. Na kolejny sezon trenerzy jednak nie widzieli dla Nenada miejsca w składzie i oddali go do drugoligowego zespołu z rodzinnej miejscowości Đorđevicia, Jedinstvo Paraćin. Po roku gry na zapleczu pierwszej ligi, Nenad wrócił do ekstraklasy, zostając graczem FK Obilić Belgrad z Belgradu. Jednak w sezonie 1999/2000 nie znalazł uznania w sztabie szkoleniowym stołecznego klubu i był na ogół rezerwowym. W całym sezonie zagrał w 14 meczach zespołu, miał więc niewielki udział w dużym sukcesie klubu, który zajął wysokie 3. miejsce w lidze. Także rok później miała miejsce podobna sytuacja – klub zajął znów 3. miejsce za "Wielką Dwójką" Crveną Zvezdą Belgrad i Partizanem Belgrad, a Đorđević znów częściej wchodził na boisko jako rezerwowy niż zaczynał mecze od pierwszych minut. Sezon 2001/2002 był przełomowym w karierze Nenada, który wreszcie grał w pierwszej jedenastce klubu i w 27 meczach ligowych zdobył 1 bramkę. Obilić zajął tym razem gorszą pozycję niż przed rokiem – czwartą. Już wtedy wydawało się, iż dobry sezon Nenada w tym klubie spowoduje, że trafi on do któregoś klubów z dwójki Partizan-Crvena Zvezda, ale Đorđević w Obiliciu został na jeszcze jeden sezon. W nim Obilić zajął dopiero 7. miejsce w tabeli, co przyjęto w klubie za małe rozczarowanie, ale do Nenada trenerzy nie mieli większych pretensji i był on jedną z wyróżniających się postaci swojego klubu. Zagrał w 33 meczach i zdobył 3 bramki (dotychczas najwięcej w karierze w jednym sezonie), a latem 2003 w końcu zmienił klub.
Podpisał wówczas kontrakt z Partizanem, otrzymując numer 4. Od początku sezonu wskoczył do pierwszej jedenastki, a sukcesem klubu był awans do Ligi Mistrzów. Tam jednak zespół Partizana nie wygrał ani jednego meczu i zdobywając ledwie 3 punkty (po 3 remisach) nie awansował z grupy zajmując w niej ostatnie miejsce. W lidze natomiast Đorđević z Partizanem także nie osiągnęli planowanego sukcesu, jakim było kolejne mistrzostwo Serbii i Czarnogóry i ulegli oni w ostatecznym rozrachunku Crvenej Zveździe, tracąc do niej aż 11 punktów. W sezonie 2004/2005 Đorđević został jednak po raz pierwszy w karierze mistrzem kraju i tym samym Partizan zrewanżował się rywalom zza miedzy. Nenad w mistrzowskim sezonie rozegrał 27 meczów i zdobył 2 bramki. W sezonie 2005/2006 mistrzem znów została "Czerwona Gwiazda", a Đorđević w lidze zagrał tylko 20 razy, tracąc dużo czasu na leczenie kontuzji. W 2007 roku wywalczył wicemistrzostwo kraju.
Latem 2007 Nenad został wypożyczony do japońskiego JEF United Ichihara. Spędził tam pół roku i w 2008 roku wrócił do Partizana. W latach 2010–2012 grał w Krylji Sowietow Samara. W 2012 przeszedł do szwedzkiego klubu Kalmar FF.
| Sezon   | Klub                   | Kraj                | Rozgrywki         | Mecze | Bramki |
| ------- | ---------------------- | ------------------- | ----------------- | ----- | ------ |
| 1997/98 | FK Zemun               | Jugosławia          | Super liga Srbije | 12    | 2      |
| 1998/99 | Jedinstvo Paraćin      | Jugosławia          | Druga liga        | 18    | 3      |
| 1999/00 | FK Obilić Belgrad      | Jugosławia          | Super liga Srbije | 14    | 0      |
| 2000/01 | FK Obilić Belgrad      | Jugosławia          | Super liga Srbije | 21    | 0      |
| 2001/02 | FK Obilić Belgrad      | Jugosławia          | Super liga Srbije | 27    | 1      |
| 2002/03 | FK Obilić Belgrad      | Serbia i Czarnogóra | Super liga Srbije | 33    | 3      |
| 2003/04 | Partizan Belgrad       | Serbia i Czarnogóra | Super liga Srbije | 25    | 2      |
| 2004/05 | Partizan Belgrad       | Serbia i Czarnogóra | Super liga Srbije | 27    | 2      |
| 2005/06 | Partizan Belgrad       | Serbia i Czarnogóra | Super liga Srbije | 20    | 1      |
| 2006/07 | Partizan Belgrad       | Serbia              | Super liga Srbije | 30    | 7      |
| 2007    | JEF United Ichihara    | Japonia             | J-League          | 13    | 3      |
| 2007/08 | Partizan Belgrad       | Serbia              | Super liga Srbije | 14    | 6      |
| 2008/09 | Partizan Belgrad       | Serbia              | Super liga Srbije | 22    | 1      |
| 2009/10 | Partizan Belgrad       | Serbia              | Super liga Srbije | 14    | 0      |
| 2010    | Krylja Sowietow Samara | Rosja               | Priemjer-Liga     | 24    | 3      |
| 2011/12 | Krylja Sowietow Samara | Rosja               | Priemjer-Liga     | 29    | 2      |
| 2012    | Kalmar FF              | Szwecja             | Allsvenskan       | 17    | 0      |
| 2013    | Kalmar FF              | Szwecja             | Allsvenskan       | 7     | 1      |
| 2014    | Kalmar FF              | Szwecja             | Allsvenskan       | 16    | 1      |
| 2015    | Kalmar FF              | Szwecja             | Allsvenskan       |       |        |

## Kariera reprezentacyjna
W reprezentacji Serbii i Czarnogóry Đorđević zadebiutował 17 kwietnia 2002 roku za trenerskiej kadencji Dejana Savićevicia, a miało to miejsce w wygranym 4:1 towarzyskim meczu z reprezentacją Litwy. W 2003 roku na dłużej trafił do kadry – jeszcze jako zawodnik Obilicia – i grał między innymi w nieudanych dla Serbii i Czarnogóry eliminacjach do Euro 2004. Pod koniec 2004 roku niemal na rok wypadł z kadry i powrócił do niej rok później, ale tylko na 1 mecz z Włochami na początku roku. Nie grał też w eliminacjach do Mistrzostw Świata w Niemczech (większe notowania u selekcjonera mieli Mladen Krstajić czy Goran Gavrančić, członkowie tzw. "słynnej czwórki", którzy grali w obronie na tyle dobrze, że "Plavi" w eliminacjach stracili tylko 1 bramkę), ale pod koniec 2005 roku powrócił znów do kadry i zdobył między innymi swoją pierwszą bramkę w kadrze – 13 listopada w wygranym 2:0 meczu z Chinami. W sparingach grał na tyle dobrze w meczach towarzyskich, że selekcjoner Ilija Petković powołał Nenada do 23-osobowej kadry na mistrzostwa. Đorđević zagrał tam w 2 meczach – z Holandią i Wybrzeżem Kości Słoniowej. Serbowie i Czarnogórcy przegrali jednak wszystkie 3 mecze i nie wyszli z grupy. W kadrze narodowej od 2002 do 2006 rozegrał 17 meczów i strzelił 1 gola.